# 키스도 왼손잡이
〈키스도 왼손잡이〉(キスだって左利き 키스닷테히다리키키[*])은 SKE48의 10번째 싱글이다.